# André Chamson
André Chamson (n. 6 iunie 1900, Nîmes, Franța – d. 9 noiembrie 1983, Paris, Île-de-France, Franța) a fost un scriitor francez.
Militant antifascist, în scrierile sale evocă ținutul său natal și situația locuitorilor acestuia.

## Opera
- 1925: Roux banditul (Roux le bandit)
- 1927: Drumeții (Les Hommes de la route)
- 1932: Moșteniri (Héritages)
- 1937: Doar o mărturie (Rien qu'une témoignage)
- 1939: Galera (La galère)
- 1945: Fântâna miracolelor (Les puits des miracles)
- 1951: Ninsoarea și floarea (La neige et la fleur)
- 1954: Cifrul zilelor noastre (Le chiffre des nos jours)
- 1964: Ca o piatră care cade (Comme une pierre qui tombe)
- 1965: Mica odisee (La Petite Odyssée)
- 1971: Turnul din Constance (La Tour de Constance)